# So Hirao
So Hirao (平尾 壮 Hirao So?), född 1 juli 1996 i Osaka prefektur, är en japansk fotbollsspelare.
Hirao började sin karriär 2015 i Gamba Osaka. Efter Gamba Osaka spelade han för Avispa Fukuoka och FC Machida Zelvia.